# Patricio Santos
Patricio Rogelio Santos Fontanet  (Tapiales, 16 de junio de 1979), también conocido como Pato Fontanet es un cantante, compositor músico argentino de rock. Es conocido por haber sido el vocalista de la banda de rock Callejeros consolidada en Villa Celina. En 2010 formó la banda Don Osvaldo (bajo el nombre Casi Justicia Social) junto a exmiembros de Callejeros.

## Trayectoria musical

### Callejeros
En 1995, junto a otros jóvenes de Villa Celina, formó el grupo Río Verde, una banda de rock que desde 1997 pasaría a llamarse Callejeros, la cual se hizo muy conocida por varias canciones como «Imposible», «Creo», «Prohibido», «Una nueva noche fría», «9 de julio», «Rocanroles sin destino», entre otras fueron las de mayor difusión. Fontanet fue grabado en el VHS de Pavimento 97', uno de los primeros recitales de la banda, en ese entonces tenía 18 años y era un joven de pelo largo. 
Para el año 2004 la banda había sacado su tercer disco Rocanroles sin Destino y era de las bandas del momento más nombradas en el ámbito del rock barrial, además de haber tenido un gran ascenso en tan poco tiempo, pasó de llevar 5.000 personas a 15.000 personas.
En 2006, lanzó su cuarto álbum de estudio titulado Señales el cual fue de los más personales de la banda, tras la Tragedia de Cromañón, Fontanet, como otros integrantes dedicaron sencillos a fallecidos, en el caso de Pato, fue a su novia en ese entonces, dedicándole «Frente al río».
El último álbum que Fontanet protagonizó con la banda fue Disco Escultura lanzado en el año 2008.

### Casi Justicia Social
Luego de la separación de Callejeros en el 2010, Patricio Santos Fontanet armó otra banda con parte de excompañeros de la misma, llamada Casi Justicia Social.
El 29 de septiembre de 2014 junto con sus compañeros de Casi Justicia Social modificaron el nombre de la banda a Don Osvaldo, haciendo referencia al músico de tango Osvaldo Pugliese. Con su nueva banda, comenzó a realizar una nueva gira en la provincia de Córdoba después de estar dos años fuera de los escenarios.[cita requerida]
A finales del 2015, sacan el primer disco bajo el nombre Don Osvaldo llamado Casi Justicia Social el cual cuenta con 15 temas. La autoría de las letras le son reconocidas, firmando todas con el seudónimo de "Rogelio Santos" A finales de 2019 publican el segundo disco de Don Osvaldo llamado Casi Justicia Social II, contando con 16 canciones, y siguiendo la línea del primer disco de la banda.
El 30 de diciembre de 2022, sacan su tercer disco de Don Osvaldo llamado Flor de Ceibo, contando con un total de 11 canciones. Incluyendo temas tales como «Caer» o «Lejos de largada». En 2024, se presentaron en el Estadio Luna Park con localidades agotadas.

## Tragedia de Cromañón
El 30 de diciembre de 2004 durante un recital de Callejeros en Cromañón, se produjo un incendio cuando una persona del público encendió una candela en medio del recital, fue uno de los mayores desastres en la historia Argentina, con un saldo de 194 muertos y al menos 1500 heridos. Se realizó un juicio en el que la banda fue absuelta en 2009 por el hecho.
En abril del 2011, la Cámara de Casación de Buenos Aires revisó la sentencia condenando a todos los miembros de la banda y otras personas involucradas como partícipes necesarios del delito de «Incendio Culposo seguido de muerte en concurso real con cohecho activo».
El 17 de octubre de 2011, es sentenciado a siete años de prisión por el caso Cromañón. La Cámara de Casación que dictó el fallo ordenó el inmediato cumplimiento de la pena impuesta a todos los condenados (catorce en total). Tras la sentencia, Santos Fontanet quedó internado en una clínica psiquiátrica de Córdoba.
En abril de 2013 se dictó el traslado de Santos Fontanet a la cárcel federal de Ezeiza. El 10 de junio de 2013, se procedió al traslado de Santos Fontanet desde la clínica en Córdoba al pabellón psiquiátrico del penal de Ezeiza. Viajó en una ambulancia acompañado por su pareja y por un móvil del Servicio Penitenciario Federal. Fue liberado el 6 de agosto de 2014.
Entre comienzos del 2016 hasta 2018 se encontraba cumpliendo la condena de siete años por la causa Cromañón. El 2 de mayo de 2018, el Juzgado de Ejecución Penal le otorgó la libertad condicional.

## Vida personal
El 5 de octubre de 2012, nace su hijo Homero Santos, al que tuvo junto con Estefanía Miguel, su pareja en ese entonces.

## Discografía

### Con Callejeros
- 1997: Solo x hoy (demo)
- 1998: Callejeros (demo)
- 2000: Adelantos (demo)
- 2001: Sed
- 2003: Presión
- 2004: Rocanroles sin Destino
- 2006: Señales
- 2008: Disco Escultura
- 2008: Obras 2004 en directo

### Con Don Osvaldo
- 2015: Casi Justicia Social
- 2019: Casi Justicia Social II
- 2022: Flor de Ceibo
- 2025: Zona Liberada